# 召戴公
召戴公（？—前594年），春秋时期召国国君。王孙苏和召戴公、毛伯卫在王室是政敌。鲁宣公十五年（前594年）夏，王孙苏派王子捷杀召戴公及毛伯卫，立召桓公襄。
| 前任： 召昭公 | 召国国君 —前594年 | 繼任： 召桓公 |